# Telgte

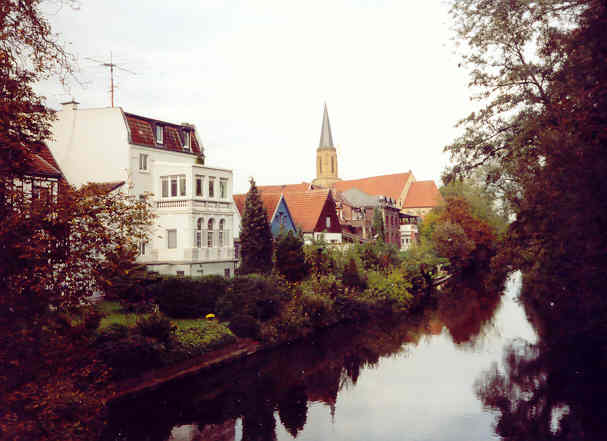
Le centre historique de Telgte sur l’Ems.

Telgte (ou Teegte en bas-saxon) est une commune de Rhénanie-du-Nord-Westphalie (Allemagne), située dans l'arrondissement de Warendorf, dans le district de Münster, dans le Landschaftsverband de Westphalie-Lippe. Cette ville, arrosée par l'Ems, se trouve à 12 km à l'est de Münster. C'est un lieu du pèlerinage marial ancien (les pèlerins marchaient d'Osnabrück à Telgte), célébré dans une nouvelle de l'écrivain Günter Grass (Das Treffen in Telgte).

## Personnalités liées à la commune
- Eduard Böhmer (1829-1872), homme politique, né à Telgte ;
- Julius Oscar Brefeld (1839-1925) : botaniste, né à Telgte ;
- August Lütke-Westhues (1926-2000) : cavalier de concours complet, né à Westbevern (quartier de Telgte) ;
- Alfons Lütke-Westhues (1930-2004) : frère du précédent et cavalier de saut d'obstacles, né à Westbevern (quartier de Telgte) ;
- Sophia Kleinherne (2000-) : footballeuse, née à Telgte.